# Monoperceptose
Monoperzeptose ist nach Ansicht des Psychiaters Wolfgang de Boor eine pathologisch eingeengte Wirklichkeitsauffassung mit charakteristischen Mustern des Denkens und der Erlebnisverarbeitung, wie sie im Zuge der fortschreitenden Radikalisierung typischerweise bei Terroristen (siehe Terrorismus) vorkommt.

## Befunde
Zu diesem Syndrom gehören
- überwertige Ideen,
- Allmachtsgefühle,
- ein gesteigertes Aggressionspotenzial
- ggf. eine chronische Identitätskrise bei ausgeprägtem Narzissmus und ebensolcher Egozentrik, gestörten Partnerbeziehungen und hoher Verdrängungstendenz.
Monoperzeptose ist eine psychomentale Verfassung, die von zunehmend selektiver Wahrnehmung im Zuge der Fanatisierung und Radikalisierung einer paranoid-akzentuierten Persönlichkeit geprägt ist, wenn diese unter dem Einfluss von Isolation und Indoktrination steht. Am Endpunkt dieser Entwicklung steht der Verlust des Realitätsbezuges. Die Monoperzeptose – wenngleich keine psychiatrische Diagnose im Sinne der Internationalen Klassifikation psychischer Störungen ICD-10 – ist ein syndromales Phänomen, welches unter extremen Lebensbedingungen regelhaft auftreten kann, weshalb de Boors Konzept eine Verständnishilfe hinsichtlich der Psychodynamik politischer oder anderweitig fanatisierter Verbrecher bietet.

Ausgangspunkt für den Verlust des Realitätsbezuges ist, dass Qualität und Quantität der menschlichen Wahrnehmung stark von der inneren Disposition des Wahrnehmenden gesteuert sind. So wie der Hungrige seine Umgebung ständig nach Essbarem absucht, ist der Verängstigte stets geneigt, in seiner Umwelt Zeichen einer Bedrohung zu entdecken. Entsprechende Vorgänge spielen sich beim politisch oder religiös Radikalisierten ab, wenn er als Mitglied einer abgekapselten „Zelle“ nur mit fanatisch Gleichgesinnten kommuniziert. Hier kann sich nicht nur die Wahrnehmung der Umwelt mit ihren Freund- und Feindbildern allmählich transformieren; auch tief verwurzelte Werthaltungen können unmerklich umstrukturiert werden. Das Gebot des Nicht-Tötens kann sich lockern, zumindest wenn es um die gemeinsam definierten Hassfiguren außerhalb der Gruppe geht. Diese werden zunehmend auf ihre Feindmerkmale reduziert, wobei jeder zuwiderlaufende Aspekt ausgeblendet wird. Aus einem Gefühl des Auserwähltseins und der Allmacht heraus kann dann deren Tod beschlossen und vorbereitet werden, ohne dass sich hemmende Gegenvorstellungen in den Weg stellen.